# تاتيانا إروخينا
تاتيانا إروخينا (الروسية: Ерохина, Татьяна Владимировна) مواليد 7 سبتمبر 1984 في تشيليابنسك، هي لاعبة كرة يد روسية تلعب كحارس مرمى. مثلت كل من منتخب كازاخستان لكرة اليد للسيدات ومنتخب روسيا لكرة اليد للسيدات. شاركت في دورة الألعاب الأولمبية الصيفية سنة 2016.

## سجل المنافسة
شاركت في البطولات التالية:
- الألعاب الأولمبية الصيفية 2016
- بطولة العالم لكرة اليد للسيدات 2011
- بطولة العالم لكرة اليد للسيدات 2015

## الميداليات
| الميدالية | المسابقة                       |
| --------- | ------------------------------ |
| ذهبية     | الألعاب الأولمبية الصيفية 2016 |

## روابط خارجية
- تاتيانا إروخينا على موقع الاتحاد الأوروبي لكرة اليد (الإنجليزية)
- تاتيانا إروخينا على موقع أوليمبيديا (الإنجليزية)